# Halanaerobiales
Halanaerobiales è un ordine di batteri appartenente alla classe Clostridia. Esso comprende le famiglie Halanaerobiaceae e Halobacteroidaceae.